# Nông Thị Trưng
Nông Thị Trưng (6 tháng 12 năm 1920 – 26 tháng 1 năm 2003) là một nữ cán bộ cách mạng lão thành, đã tham gia Việt Minh trong phong trào chống Pháp ở Việt Nam từ đầu thập niên 1940. Bà từng giữ chức Chánh án Toà án nhân dân Tỉnh Cao Bằng.

## Tiểu sử
Bà có tên thật là Nông Thị Bảy, có tài liệu ghi Nông Thị Ngát, quê ở huyện Hà Quảng, tỉnh Cao Bằng. Theo hồi ký của thiếu tướng Lê Quảng Ba, Nông Thị Trưng là đội viên du kích trẻ tuổi nhất trong đội du kích đầu tiên của tỉnh Cao Bằng, do Lê Thiết Hùng chỉ huy.
Trong vòng tám tháng vào năm 1941-1942, bà đã làm giao liên cho "Già Thu", bí danh của Hồ Chí Minh lúc đó. Tên Trưng của bà do "Già Thu" đặt, có ý muốn bà noi gương Trưng Trắc, Trưng Nhị. Cùng với các đảng viên và nhân dân Hà Quảng có điều kiện ở gần Hồ Chí Minh, bà đã được ông trực tiếp dạy văn hóa.
Bà được Hồ Chí Minh kết nạp vào Đảng Cộng sản Đông Dương ngày 25 tháng 12 năm 1941. Bà là một trong những phụ nữ đầu tiên của Cao Bằng sớm tham gia cách mạng, và trở thành một trong những cán bộ, đảng viên cốt cán của Đảng Cộng sản Việt Nam.

## Hoạt động cách mạng
Tờ báo Xuân Phụ Nữ năm Đinh Sửu 1997 xuất bản trong nước một bài viết có tựa đề "Cô Học Trò Nhỏ của Bác Hồ" được tác giả Thiên Lý viết theo lời kể của chính Nông Thị Trưng có đoạn: "Tháng 7 năm 1941, được tin (chính quyền) châu Hà Quảng đưa lính cơ tới bắt, ngay đêm ấy tôi trốn ra rừng, rồi được Châu uỷ đem qua Bình Mãng (Trung Quốc) lánh nạn tại nhà một đảng viên Đảng Cộng sản Trung Quốc. Một hôm đồng chí Lê Quảng Ba và Vũ Anh đến đón tôi từ Trung Quốc về Pắc Bó gặp Bác.
Về Pắc Bó đã nửa đêm, anh Đại Lâm người giữ trạm đầu nguồn đưa ngay chúng tôi đi gặp "ông Ké". Lội ngược suối càng đi nước càng sâu, khi đến thác thứ ba, anh Đại Lâm thổi sáo, từ trên thác có thang tre thả xuống. Trèo thang lên, thấy một cái lán dựng ngay trên bờ suối. Trong lán có ông cụ ngồi đọc sách. Tôi chắp tay "Cháu chào cụ ạ". Ông cụ nhìn lên hai mắt rất sáng, ân cần bảo: "Cháu đến rồi à, cháu ngồi xuống đây nói chuyện". Tôi nhìn xuống sàn, thấy toàn cây to bằng bắp chân. Cụ bảo hai lần tôi mới dám ngồi. Cụ tỉ mỉ hỏi gia cảnh, rồi khuyên tôi: "Từ nay cháu đã có một gia đình lớn là gia đình cách mạng, đừng luyến tiếc gia đình nhỏ nữa. Cháu cặm cụi làm ăn cũng không đủ để nộp sưu thuế đâu. Mình lấy lại được nước rồi từng gia đình sẽ được đàng hoàng. Từ nay ai hỏi thì cháu nói mình là cháu chú Thu, tên Trưng". Bác đặt tên ấy là muốn tôi noi theo gương bà Trưng".
Nông Thị Trưng đã học tập lý luận cách mạng cùng "Già Thu" trong khoảng 8 tháng.
"Từ đấy tôi ở lại lán anh Đại Lâm, mỗi ngày vào lán của Bác một giờ để học tập. Bác dạy cho tôi từ chuyện thế giới, chuyện cộng sản chủ nghĩa đến cả những cách ứng xử thường ngày như "Đừng làm một việc gì có thể khiến dân mất lòng tin. Mượn một cái kim, một con dao, một buổi là phải đem trả. Trong ba lô nếu có màn, phải để ở ngoài cửa, hỏi xem chủ nhà có bằng lòng mới đem vào. Cháu là nữ, trước bàn thờ có cái giường để các cụ ngồi ăn cỗ, cháu không được ngồi...". Tám tháng được Bác chỉ dạy tôi học được hơn cả mấy chục năm học lý luận tập trung sau này".
Đoạn hồi ký trên còn được đăng tại Tạp chí Công nghiệp.
Khi biết Nông Thị Trưng là người ham học, hàng ngày lấy than và que để viết chữ và vẽ hình, Hồ Chí Minh đã gửi cho bà một số vở, bút viết, với bài thơ mà sau này được đưa vào sách giáo khoa Việt Nam: 
Vở này ta tặng cháu yêu ta
Tỏ chút lòng yêu cháu gọi là
Mong cháu ra công mà học tập
Mai sau cháu giúp nước non nhà
Theo nhà nghiên cứu Nguyễn Xuân Nguyên  thì bài thơ được viết năm 1944 và có tên "Tặng cháu Nông Thị Trưng".
Hồ Chí Minh cũng tặng Nông Thị Trưng quyển Binh pháp Tôn Tử để bà hiểu biết thêm về quân sự, nhằm cùng đội du kích sáng tạo cách tổ chức, hoạt động và cách đánh Pháp.
Sau ngày 2 tháng 9 năm 1945, chồng bà đưa cho bà xem bức ảnh Chủ tịch Hồ Chí Minh đọc Tuyên ngôn độc lập ở quảng trường Ba Đình. Khi đó bà mới biết người dạy học cho mình chính là Chủ tịch Hồ Chí Minh.
Từ năm 1964 đến năm 1980 (trước khi nghỉ hưu), bà được phân công làm Chánh án Toà án nhân dân tỉnh Cao Bằng. Ngày Hồ Chí Minh qua đời, bà tham gia đoàn cán bộ và nhân dân Cao Bằng về Hà Nội dự tang lễ. Với tư cách là cán bộ hoạt động thân cận với Hồ Chủ tịch ngay từ những ngày buổi đầu cách mạng, bà vinh dự được túc trực bên linh cữu hai lần, vào sáng và chiều ngày 8 tháng 9 - 1969.

## Gia đình
Tạp chí Asia Times đã dẫn lại tin đồn cho rằng Nông Thị Trưng là mẹ đẻ của Nông Đức Mạnh, Tổng Bí thư Đảng Cộng sản Việt Nam từ năm 2001. Tuy nhiên, Nông Đức Mạnh đã khẳng định đây là tin đồn vô căn cứ, và rằng cha mẹ ông là ông Nông Văn Lại và bà Hoàng Thị Nhị, quê ông ai cũng biết hàng năm tháng ba âm lịch (tết thanh minh) ông luôn về quê để tảo mộ cha mẹ (hai người đều mất sớm), và ông còn có em trai, em gái ở quê.
Chồng bà Nông Thị Trưng là ông Hoàng Văn Thạch, họ yêu nhau lúc bà 19 tuổi rồi xây dựng gia đình với nhau. Ông Thạch sớm tham gia cách mạng và lấy tên là Hoàng Hồng Tiến, ông từng bị quân Pháp bắt giam ở nhà tù Hoả Lò, rồi đày đi nhà tù Sơn La từ năm 1941 đến năm 1945. Sau Cách mạng Tháng Tám, ông được giải thoát khỏi nhà tù, năm 1946 là Bí thư Tỉnh uỷ Lạng Sơn.

## Qua đời
Đầu năm 2003, bà qua đời. Báo Nhân dân có đăng tin buồn, lấy từ Thông tấn xã Việt Nam. Thông báo này cũng từng công bố trên website của báo, ở địa chỉ số 5 phố Lý Thường Kiệt, phường Phan Chu Trinh, quận Hoàn Kiếm, thành phố Hà Nội.